# Vorèi
Vorèi (en francès Vorey-sur-Arzon) és un municipi francès del Departament de l'Alt Loira, a la regió d'Alvèrnia-Roine-Alps. Està situat a la unió dels rius Loira i Arzon.

## Demografia
| 1962 | 1968 | 1975 | 1982 | 1990 | 1999 | 2006 |
| ---- | ---- | ---- | ---- | ---- | ---- | ---- |
| 996  | 1153 | 1240 | 1276 | 1315 | 1451 | 1435 |
|      |      |      |      |      |      |      |